# ويليام جاسبر
ويليام جاسبر (بالإنجليزية: William Jasper)‏ هو جندي أمريكي، ولد في 1750 في ألمانيا، وتوفي في 9 أكتوبر 1779 في سافانا في الولايات المتحدة.